# Messy (песня)
«Messy» — песня британской певицы Лолы Янг, вышедшая 30 мая 2024 года в качестве 6-го сингла её второго студийного альбома This Wasn’t Meant for You Anyway (2024). Песня получила широкую известность на видеохостинге TikTok и стала её первой песней в чартах, достигнув первого места в Великобритании, Австралии, Израиле, Ирландии и Хорватии в январе-феврале 2025 года. В других странах, включая Австрию, Бельгию, Германию, Грецию, Данию, Латвию, Люксембург, Нидерланды, Новую Зеландию, Норвегию, Швецию и Швейцарию, песня попала в топ-10.

## История
Янг заявила в интервью Metal Magazine:
«„Messy“ — это гимн СДВГ, он действительно показывает все, что я чувствовала во время моих последних отношений, но также он глубже, поскольку говорит о том, как я отношусь к себе в целом — быть слишком неряшливой в один день и слишком чистой в другой, изо всех сил пытаясь найти этот баланс в себе»
В интервью журналу Atwood Янг сказала, что песня «Messy» — её любимая лирика в This Wasn’t Meant for You Anyway, и она считает её одной из своих лучших. Она также сказала: «Это сырая, честная песня, в которой отражены многие темы альбома. Это о принятии несовершенства и нахождении силы в том, какая я есть, неряшливая или нет».

## Композиция
«Messy» — песня в стиле соул-поп. В ней звучит все более сердитый и нарастающий вокал Янг, когда она направляет резкую критику на возлюбленного за определённые ожидания, возложенные на неё.

## Продвижение
28 ноября 2024 года медиаперсоны Джейк Шейн и София Ричи опубликовали в сети TikTok клип, в котором они танцуют под эту песню, выполняя движения, включающие пальцы-пушки и «полу-шимми». Это привело к тому, что песня приобрела значительную популярность, достигнув 3,9 миллиона официальных потоков по требованию в США, и была использована в более чем 250 000 видео в TikTok, включая одно из видео телезвезды Кайли Дженнер, в котором она синхронизировала губы с песней.
Янг исполняла песню вживую на шоу Грэма Нортона, Ночное шоу с Джимми Фэллоном, Like a Version и Elvis Duran and the Morning Show.

## Отзывы
Брайан Денни из журнала Atwood Magazine написал: «„Messy“ — это прекрасная демонстрация жёсткого вокала Янг и лирического повествования мирового класса. Слушая песню, вы как будто наблюдаете за тем, как певица оставляет гневное голосовое сообщение своему любовнику, просто устав от неразумности попыток угодить партнёру, который никогда не будет удовлетворён».

## Чарты
| Чарт (2024—2025)                             | Высшая позиция |
| -------------------------------------------- | -------------- |
| Австралия (ARIA)                             | 1              |
| Австрия (Ö3 Austria Top 40)                  | 7              |
| Бельгия/Фландрия (Ultratop 50)               | 1              |
| Бельгия/Валлония (Ultratop 50)               | 2              |
| Канада (Canadian Hot 100)                    | 7              |
| СНГ (TopHit)                                 | 34             |
| Хорватия (Top lista)                         | 1              |
| Чехия (Rádio — Top 100)                      | 33             |
| Чехия (Singles Digitál Top 100)              | 20             |
| Дания (Tracklisten)                          | 8              |
| Финляндия (Suomen virallinen lista)          | 32             |
| Франция (SNEP)                               | 6              |
| Германия (GfK)                               | 7              |
| Мир (Global 200, Billboard)                  | 5              |
| Греция (IFPI)                                | 7              |
| Венгрия (Single Top 40)                      | 36             |
| Исландия (Tónlistinn)                        | 3              |
| Ирландия (IRMA)                              | 1              |
| Израиль (Media Forest)                       | 1              |
| Италия (FIMI)                                | 32             |
| Латвия (LaIPA)                               | 5              |
| Латвия (Airplay, LaIPA)                      | 1              |
| Ливан (Airplay, Lebanese Top 20)             | 2              |
| Литва (AGATA)                                | 5              |
| Литва (Airplay, TopHit)                      | 7              |
| Люксембург (Billboard)                       | 4              |
| Нидерланды (Dutch Top 40)                    | 3              |
| Нидерланды (Single Top 100)                  | 4              |
| Новая Зеландия (Recorded Music NZ)           | 4              |
| Норвегия (VG-lista)                          | 4              |
| Польша (Polish Airplay Top 100)              | 3              |
| Польша (Polish Streaming Top 100)            | 8              |
| Португалия (AFP)                             | 18             |
| Испания (PROMUSICAE)                         | 63             |
| Швеция (Sverigetopplistan)                   | 8              |
| Швейцария (Schweizer Hitparade)              | 5              |
| Великобритания (OCC UK Singles)              | 1              |
| США (Digital Song Sales, Billboard)          | 1              |
| США (Billboard Hot 100)                      | 14             |
| США (Billboard Adult Contemporary)           | 27             |
| США (Billboard Adult Pop Airplay)            | 1              |
| США (Billboard Hot Rock & Alternative Songs) | 2              |
| США (Billboard Pop Airplay)                  | 1              |
| США (Billboard Rock & Alternative Airplay)   | 1              |

## Сертификации
| Регион | Сертификация  | Продажи   |
| --- | ------------- | --------- |
| Австралия (ARIA) | 4× Платиновый | 280 000   |
| Бельгия (BEA) | Платиновый    | 40 000    |
| Бразилия (ABPD) | 2× Платиновый | 80 000    |
| Канада (Music Canada) | 2× Платиновый | 160 000   |
| Дания (IFPI Danmark) | Платиновый    | 90 000    |
| Франция (SNEP) | Бриллиантовый | 333 333   |
| Италия (FIMI) | Золотой       | 100 000   |
| Новая Зеландия (RMNZ) | 2× Платиновый | 60 000    |
| Норвегия (IFPI Norway) | Золотой       | 30 000    |
| Польша (ZPAV) | Платиновый    | 50 000    |
| Португалия (AFP) | 3× Платиновый | 30 000    |
| Испания (PROMUSICAE) | Золотой       | 30 000    |
| Швейцария (IFPI Switzerland) | Платиновый    | 30 000    |
| Великобритания (BPI) | 2× Платиновый | 1 200 000 |
| США (RIAA) | 2× Платиновый | 2 000 000 |
| Стриминг |               |           |
| Центральная Америка (CFC) | Золотой       | 3 500 000 |
| Греция (IFPI Greece) | Платиновый    | 2 000 000 |
| Данные о продажах + прослушиваниях приведены только на основе сертификации. · Данные только о прослушиваниях приведены на основе сертификации. |               |           |